# Johannes Frenzl

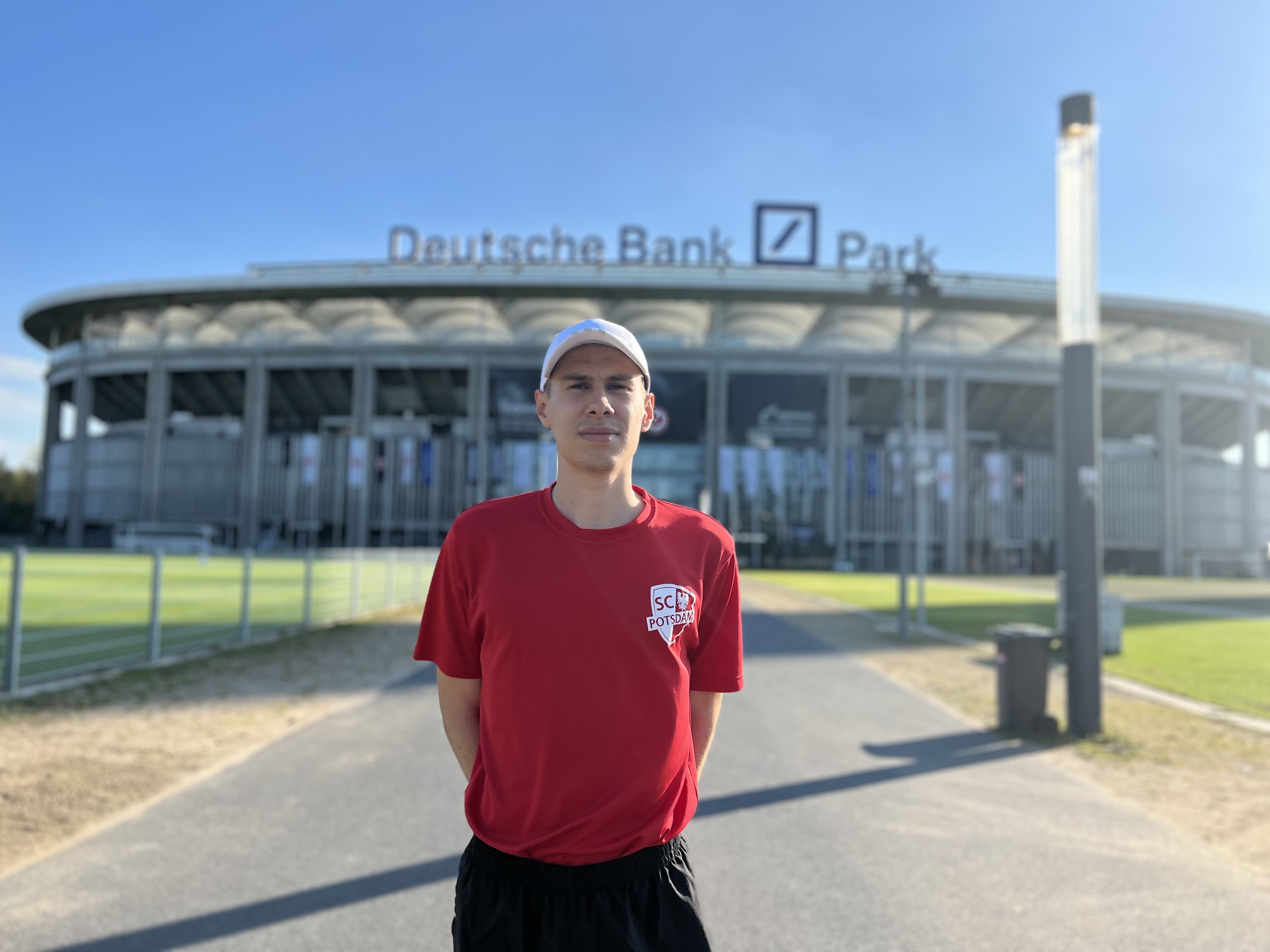
DM-Straßengehen Frankfurt 2022

Johannes Frenzl (* 22. September 2001 in Halle (Saale)) ist ein deutscher Leichtathlet in der Disziplin Gehen und wird von Ronald Weigel trainiert.

## Leben

### Ausbildung
Er besuchte von 2016 bis 2022 die Sportschule Potsdam und studiert seit 2022 Rechtswissenschaft an der Universität Potsdam.

### Sportkarriere
In der Jugend startete Frenzl für die Halleschen Leichtathletik-Freunde. Seit 2016 startet er für den SC Potsdam und wird von Ronald Weigel trainiert.
Frenzl absolvierte mehrere internationale Einsätze in der Nationalmannschaft. 2017 war er für den Geher-Europacup nominiert. Bei den Geher-Team-Weltmeisterschaften 2022 in Maskat (Oman) belegte Frenzl mit dem Team im 20-km-Gehen Platz 8 und in der Einzelwertung Platz 41. Bei der Deutschen Meisterschaft im Straßengehen in Erfurt 2023 ging Johannes Frenzl zu einer neuen persönlichen Bestzeit über 20 km und sicherte sich mit einer Zeit von 1:24:20 h einen Startplatz für die U23-Europameisterschaften in Espoo. Am 21. Mai gewann Frenzl bei den Team-Europameisterschaften im Straßengehen eine Team-Bronzemedaille im 20-km-Straßengehen in einer Zeit von 1:31,04 h. Bei den U23-Europameisterschaften in Espoo belegte Johannes Frenzl den 10. Platz in 1:27:25 h. Zudem belegte er bei den FISU World University Games 2023 in Chengdu, China den 13. Platz.

## Internationale Wettkämpfe
- U20-Team-EM beim Geher-Europacup 2017 in Poděbrady, Tschechien[9]
- U18-WM 2017 in Nairobi, Kenia
- U18-EM 2018 in Györ, Ungarn
- Geher-Team-WM 2022 in Maskat, Oman[10]
- Geher-Team-EM 2023 in Podebrady, Tschechien
- U23-EM 2023 in Espoo, Finnland[11]
- FISU World University Games 2023 in Chengdu, China[12]

## Persönliche Bestleistungen
- 10 km Gehen: 44:15 min, 21. Mai 2017 in Podebrady (Tschechien)
- 10.000 m Gehen: 44:12,68 min, 13. Juni 2018 in Potsdam
- 20 km Gehen: 1:24:20 h, 15. April 2023, in Erfurt[13]
- 35 km Gehen: 2:41:20 h, 30. April 2022, in Frankfurt (Main)